# Rally van de Canarische Eilanden 2016
De Rally van de Canarische Eilanden 2016 was de 40e editie van de Rally van de Canarische Eilanden. Het was de eerste ronde van het Europees kampioenschap rally in 2016 en ook de eerste ronde voor het Spaans kampioenschap rally in 2016. De Spaanse rallyrijder Enrique Cruz won de rally met een Porsche 997 GT3 RS 3.8, de eerste ERC rijder was de rus Alexey Lukyanuk op een tweede plaats met een Ford Fiesta R5. 

## Deelnemers
In totaal stonden er 93 deelnemers aan de start en kwamen er 78 deelnemers aan. Er waren 17 deelnemers met een R5 auto, de hoogste klasse in het ERC.
Grote favoriet was Mads Ostberg die normaal WRC reed. Hij reed vanaf het begin aan de leiding tot hij een accident had op klassement's proef 7.
| Nummer | Rijder               | Navigator                 | Auto            |
| ------ | -------------------- | ------------------------- | --------------- |
| 1      | Kajetan Kajetanowicz | Jaroslaw Baran            | Ford Fiesta R5  |
| 2      | Alexey Lukyanuk      | Alexey Arnoutov           | Ford Fiesta R5  |
| 3      | Mads Ostberg         | Ola Floene                | Ford Fiesta R5  |
| 4      | Louis Monzon         | José Carlos Déniz         | Citroën DS3 R5  |
| 5      | Robert Consani       | Maxime Vilmot             | Peugeot 208 T16 |
| 6      | David Botka          | Péter Szeles              | Citroën DS3 R5  |
| 7      | Giacomo Costenaro    | Justin Bardini            | Peugeot 208 T16 |
| 8      | Federico Della Casa  | Domenico Pozzi            | Citroën DS3 R5  |
| 9      | Gilbert Bannout      | Renaud Jamoul             | Citroën DS3 R5  |
| 10     | Antonin Tlustak      | Ladislav Kucera           | Škoda Fabia R5  |
| 11     | Janos Puskadi        | Barnabas Godor            | Škoda Fabia R5  |
| 12     | Jaroslaw Koltun      | Ireneusz Pleskot          | Ford Fiesta R5  |
| 14     | Hermen Kobus         | Erik de Wild              | Škoda Fabia R5  |
| 15     | Thomasz Kasperczyck  | Damian Syty               | Ford Fiesta R5  |
| 16     | Ivan Ares            | Tomé Mario Gonzalez       | Ford Fiesta R5  |
| 33     | Yonatan Pérez        | Alejandro López Fernández | Ford Fiesta R5  |
| 34     | Juan Carlos Aguado   | Vanessa Nunez Lopez       | Ford Fiesta R5  |

Canarische Eilanden ·
Ierland ·
Griekenland ·
Azoren ·
België ·
Estland ·
Polen ·
Tsjechië ·
Letland ·
Cyprus